# رابرتزدیل (آلاباما)
رابرتزدیل (به انگلیسی: Robertsdale) یک شهر در ایالات متحده آمریکا است که در شهرستان بالدوین، آلاباما واقع شده‌است. رابرتزدیل ۱۴٫۱۵ کیلومتر مربع مساحت و ۵٬۲۷۶ نفر جمعیت دارد و ۴۵ متر بالاتر از سطح دریا واقع شده‌است.